# راینر شونفلدر
راینر شونفلدر (انگلیسی: Rainer Schönfelder؛ زادهٔ ۱۳ ژوئن ۱۹۷۷) اسکی‌باز آلپاین، و خواننده اهل اتریش است.